# Kiwi (owoc)

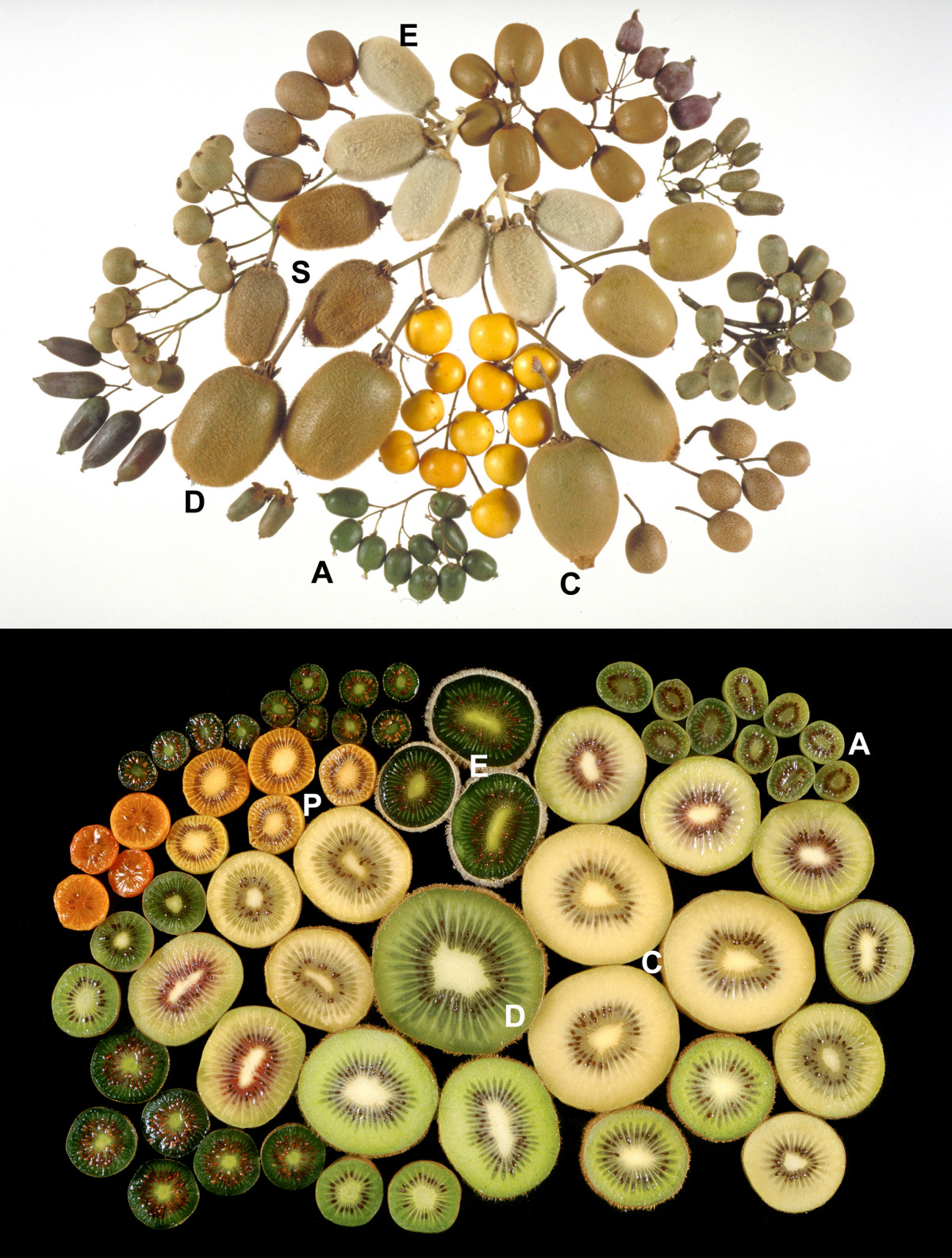
A = aktinidia ostrolistna, C = a. chińska, D = a. smakowita, E = A. eriantha, I = A. indochinensis, P = A. polygama, S = A. setosa

Kiwi, agrest chiński – jadalne owoce kilku gatunków aktinidii (Actinidia), w szczególności aktinidii chińskiej (A. chinensis) i smakowitej (A. deliciosa). Mniejsze znaczenie komercyjne mają także jadalne owoce aktinidii ostrolistnej (A. arguta) i pstrolistnej (A. kolomikta), nazywane czasem minikiwi oraz Actinidia polygama i in. Oba gatunki o największym znaczeniu użytkowym rosną dziko w Chinach i od dawna ich owoce są tam spożywane. Owoce spopularyzowane zostały w wyniku rozwoju ich hodowli i upraw w Nowej Zelandii, który nastąpił w tym kraju po 1904 roku. Stamtąd też trafiły do oferty handlowej nazwane w 1959 „kiwifruit”. Od lat 70. XX wieku owoce stały się popularne w różnych krajach świata, a roczna produkcja przekroczyła pół miliona ton.

## Właściwości kiwi
Owoce są jagodami. Ich miąższ jest soczysty, galaretowaty i w centralnej części zawiera liczne, brązowe lub czarne nasiona. Miąższ owoców aktinidii smakowitej jest zielony, rzadko u odmian czerwonawy, u aktinidii chińskiej – żółtawy. Skórka okrywająca owoc aktinidii chińskiej i smakowitej jest cienka, pokryta gęstym brązowym kutnerem. Owoce odmian tych gatunków osiągają do 100 g masy i są walcowate. Owoce aktinidii ostrolistnej i pstrolistnej są mniejsze (do 3 cm długości), zielonkawożółte i są jadalne wraz ze skórką.
Wyhodowano liczne odmiany uprawne, głównie grupy A. chinensis/A. deliciosa. Najbardziej rozpowszechniona jest odmiana ‘Hayward’, mniejsze znaczenie mają odmiany: ‘Tomeri’, ‘Jenny’, ‘Oriental Delight’ i ‘Balke’. Ta ostatnia wyróżnia się plennością – z jednej rośliny zebrać można do 90 kg owoców.
Wartość odżywcza owoców wynosi 60 kcal na 100 g. Wyróżniają się one dużą zawartością witaminy C – 100 do 200 mg%.
| Kiwi Produkcja w 2020                 | Kiwi Produkcja w 2020 |
| Państwo                               | Produkcja (w tonach)  |
| ------------------------------------- | --------------------- |
| Chiny                                 | 2.230.065             |
| Nowa Zelandia                         | 624.940               |
| Włochy                                | 521.530               |
| Grecja                                | 307.440               |
| Iran                                  | 289.608               |
| Chile                                 | 158.919               |
| Turcja                                | 73.745                |
| Francja                               | 49.770                |
| Portugalia                            | 45.820                |
| Stany Zjednoczone                     | 36.290                |
| Świat                                 | 4.407.407             |
| Źródło: FAOSTAT of the United Nations |                       |

## Przechowywanie i zastosowania kulinarne
Owoce kiwi mogą być przechowywane przez 6 miesięcy (owoce aktinidii ostrolistnej tylko do 2 miesięcy) i przez ten czas nie tracą walorów odżywczych i smakowych.
Kiwi spożywane są w stanie świeżym, także w sałatkach owocowych. Poza tym są mrożone, puszkowane i przetwarzane na dżemy, soki, likiery i wina musujące. Służą także do ozdoby potraw. Ze względu na aktynidainę (będącą proteazą) nie należy dodawać ich do deserów z galaretkami. Te same enzymy jednak powodują, że mięso staje się bardziej miękkie i delikatne, dlatego kiwi używane bywają do przybrania także potraw niesłodkich.

## Pochodzenie nazwy
Nazwa owoców pochodzi od nazwy ptaka kiwi, którego pióra przypominają ich brązową, owłosioną skórkę. Nazwa ta została wprowadzona z przyczyn marketingowych, po rozwinięciu się w Nowej Zelandii upraw owoców znanych wcześniej pod nazwami Yang Tao i Chinese Gooseberry.